# Distrikt Yambrasbamba
Der Distrikt Yambrasbamba liegt in der Provinz Bongará in der Region Amazonas in Nord-Peru. Der Distrikt wurde am 26. Dezember 1870 gegründet. Er besitzt eine Fläche von 1679 km². Beim Zensus 2017 wurden 5851 Einwohner gezählt. Im Jahr 1993 lag die Einwohnerzahl bei 3521, im Jahr 2007 bei 6043. Verwaltungssitz ist die 1903 m hoch gelegene Ortschaft Yambrasbamba mit 760 Einwohnern (Stand 2017). Yambrasbamba liegt 22 km nordnordwestlich der Provinzhauptstadt Jumbilla. Die Nationalstraße 5N von Bagua nach Moyobamba führt durch den Süden des Distrikts. Im Norden des Distrikts befindet sich das Schutzgebiet Zona Reservada Río Nieva.

## Geographische Lage
Der Distrikt Yambrasbamba liegt in den nordperuanischen Anden und erstreckt sich über den Norden der Provinz Bongará. Der Distrikt hat eine maximale Längsausdehnung in SSW-NNO-Richtung von knapp 87 km sowie eine maximale Breite von etwa 33 km. Der Río Chiriaco (auch Río Imaza) durchfließt den Südwesten des Distrikts, der Río Nieva den Nordosten.
Der Distrikt Yambrasbamba grenzt im Westen an den Distrikt Cajaruro (Provinz Utcubamba), im Nordwesten an den Distrikt Nieva (Provinz Condorcanqui), im Osten an die Distrikte Barranca (Provinz Datem del Marañón), Moyobamba (Provinz Moyobamba) und Pardo Miguel (Provinz Rioja) sowie im Süden an die Distrikte Corosha und Florida.